# Prouza (hudební skupina)
Prouza je frýdecko-místecká rocková skupina založená roku 1989, která se řadí mezi významné stálice české rockové klubové scény. 
Kapela Prouza poprvé veřejně vystoupila 17. listopadu 1989. Již v roce 1990 ji vychází první LP deska „V otrhaném domě", kterou doprovází v České televizi úspěšný klip „Na venku", jehož autorem je filmový režisér David Ondříček. Skupina realizuje celorepublikové turné a spolu s jesenickými Priessnitz vytváří neopakovatelný klubový tandem, který přivádí svými výkony v úžas nejednoho kritika a roztancovává davy fanoušků. 
Po dvouletém aktivním koncertování přichází pod producentským dohledem Ivo Hegera na řadu druhá LP deska „Ve dne v noci", která už se prodává po tisících, doprovázená dalšími videoklipy Davida Ondříčka „Před tebou" a „Ve dne v noci". Pro ČT je rovněž natočen videoklip k písni „Čelem vzad". Nyní se už kapela dostává se svými vystoupeními i na prestižnější koncertní pódia, to ve velkém sále pražské Lucerny nevyjímaje a pravidelně obráží festivaly. Za zmínku stojí rovněž jedinečné vystoupení v prostorách pražského Emauzského kláštěra a zřejmě dosavadní vrchol, představení kapely Prouza na dnech české kultury v Paříži z ledna roku 1994. 
V roce 1994 kapela zažila nepříjemné přerušení činnosti.
Po delší pauze (1994–2001) začala skupina opět koncertovat v obnoveném složení a v roce 2007 jí vyšlo nové album „V tichosti".
V roce 2013 kapela Prouza vydává po 6 letech nové dlouhohrající CD „Ve starém městě“, na kterém dokazují svojí nezaměnitelnou pozici na tuzemské rockové scéně. V rámci propagace nového alba vyšel také singl s videoklipem k písni „Krok po kroku“.
Koncem roku 2017 odchází z kapely tehdejší zpěvák Karel Mařík a Prouza na čas hibernuje.
Prouza se dala opět dohromady v roce 2022, aby jednorázově oslavila svá Kristova léta. Do kapely se vrátili poslední tři žijící členové původní sestavy. Láďa Franek, Broňa Svoboda a Boris Závada. Zesnulého kytaristu Dušana Helštýna nahradil jeho syn Filip, vokál přebral v řadě již třetí frontman Tomáš Gavlas. Comeback měl velice silný a kladný ohlas a tak nezbývá nic jiného než začít opět naplno koncertovat.

## Diskografie
Alba:
- V otrhaném domě – 1990 AG Kult (reedice 2007 Indies Scope Records)
- Ve dne v noci – 1992 Legend (reedice 2007 Indies Scope Records)
- V tichosti – 2007 Indies Scope Records
- Ve starém městě – 2013

Videoklipy:
- Na venku – režie David Ondříček
- Čelem vzad - režie Jiří Korn
- Ve dne v noci – režie David Ondříček
- Před tebou – režie David Ondříček
- Cestou domů – režie Tomáš Javora
- Černou barvou – režie Jakub Skalický
- Krok po kroku – režie Robin Lipo